# La carica di 101
La carica di 101 è stata una trasmissione radiofonica in onda su R101, condotta da Cristiano Militello, Paolo Dini, Lester ed in precedenza da Sara Calogiuri e Paolo Cavallone con Militello. Il trio si avvaleva della collaborazione di vari comici e imitatori che animavano il programma: tra questi vi erano Massimo Lopez, Nino Frassica, Dario Ballantini, Sergio Sironi e Leonardo Fiaschi.
Era in onda dalle 7 alle 10 del mattino dal lunedì al venerdì e accompagnava il suo pubblico con intrattenimento leggero che prendeva spunto dall'attualità. Ogni giorno veniva proposto agli ascoltatori un tema diverso, al quale essi partecipavano esprimendo la loro opinione via SMS. Il programma era anche caratterizzato da imitazioni e parodie di svariati personaggi pubblici o di fantasia.
La musica proposta era quella di R101: anni ottanta, novanta e di oggi.
Il titolo della trasmissione era un chiaro riferimento all'omonimo film della Disney.
Da gennaio 2015 la trasmissione è stata sostituita dal nuovo programma La banda di R101, condotto da Cristiano Militello, Paolo Dini e Lester, Chiara Tortorella e Riccardo Russo.

## Personaggi inventati
- Antonello Paponi: fittizio presidente di associazioni ai limiti della legalità, che imperversa nei discorsi dei tre conduttori, interpretato da Sergio Sironi.
- Comandante Melloni: comandante di un Boeing, imperversa quando i conduttori parlano di aerei. Alla fine di ogni intervento il mezzo guidato da Melloni precipita, interpretato da Sergio Sironi.
- Sergio Gruber: è il "giornalista d'assalto" della Carica di 101, sempre sul pezzo (solitamente prima dello stacco pubblicitario), si collega ad insaputa dei conduttori fornendo brevi servizi legati all'attualità, interpretato da Sergio Sironi.
- Ristoratore cinese: personaggio nato quando Paolo Cavallone ha detto di avere un ristorante cinese sotto casa, propone menù attinenti all'attualità, dove ogni piatto ha come ingrediente principale la morte del cliente, interpretato da Sergio Sironi.